# Yasok
Yasok (nep. यासोक) – gaun wikas samiti we wschodniej części Nepalu w strefie Meći w dystrykcie Panchthar. Według nepalskiego spisu powszechnego z 2001 roku liczył on 1008 gospodarstw domowych i 5073 mieszkańców (2604 kobiet i 2469 mężczyzn).